# Bałki (Polska)
Bałki – wieś w Polsce położona w województwie mazowieckim, w powiecie sokołowskim, w gminie Repki.
W latach 1975–1998 miejscowość administracyjnie należała do województwa siedleckiego.
Wierni wyznania rzymskokatolickiego zamieszkali w miejscowości należą do parafii Niepokalanego Poczęcia Najświętszej Maryi Panny w Niecieczy.